# Jean-François-Auguste Moulin
Jean-François-Auguste Moulin (Caen, 14 de março de 1752 - Pierrefitte-sur-Seine, 12 de março de 1810) foi um militar e político francês notório durante a Revolução Francesa.

## Revolução
Quando a Revolução começou, em 1789, ele se ofereceu como voluntário para a Guarda Nacional de Paris. O seu sentimento pró-revolucionário desenvolveu-se numa sólida filiação política, tornando-se um membro confiável dos jacobinos.
Moulin serviu à Primeira República Francesa como general durante as Guerras Revolucionárias. Promovido a ajudante-mor em 1791, ele avançou rapidamente para a posição de general de divisão em 1793, comandando as forças republicanas durante a Guerra da Vendeia e servindo com distinção na Batalha de Saumur.

## Diretório
Embora não fosse uma figura de estatura nacional, Moulin foi, no entanto, elevado ao Poder Executivo francês por circunstâncias fortuitas. Ele estava na capital com seu exército em um momento crítico de convulsão política, o Golpe de 30 de Prairial do Ano VII. Apresentado como uma alternativa aceitável aos diretores expurgados pelo golpe, Moulin foi apoiado por seu amigo, Paul Barras, sendo nomeado para o Diretório em junho de 1799.
Moulin não permaneceu no cargo por muito tempo. Quando ocorreu o Golpe de 18 de Brumário., Barras, o mais antigo e proeminente Diretor da República, submeteu-se e o Diretório renunciou oficialmente. Moulin protestou fortemente contra a revogação dos poderes do governo pelos apoiadores de Napoleão Bonaparte, mas os seus esforços foram ignorados. Moulin e o também diretor Louis Gohier foram mantidos prisioneiros, até que os dois assinaram suas renúncias.

## Império
Moulin finalmente se reconciliou com Napoleão e voltou à vida militar como comandante do Grande Armée, servindo durante vários anos nas Guerras Napoleônicas.